# Judah Hadassi
Judah Hadassi oder Jehuda Ben Elijahu Hadassi (hebräisch יהודה בן אליהו הדסי) war ein karäischer Religionsphilosoph und Enzyklopädist des 12. Jahrhunderts.

## Leben
Über Hadassis Leben ist fast nichts bekannt, er erwähnt selbst, dass er bei seinem älteren Bruder Nathan studiert habe. Vermutlich stammte er aus Edessa, worauf nach Adolf Neubauer der Namensteil Hadassi hinweise. Sein selbstgewählter Übername Ha-Abel bedeutet Der Trauernde und wird von Isaak Markus Jost mit den Abele Zion in Verbindung gebracht, einer karäischen Gruppe, die diesen Namen wegen ihres Exils fern von Jerusalem gewählt habe. Im Gegensatz dazu geht Pinkus Friedrich Frankl davon aus, dass Hadassi diesen Beinamen gewählt habe, um seiner Trauer über Israels Exil Ausdruck zu geben, wie er dies auch in seinen Schriften tue.
1148/49 verfasste Hadassi in Konstantinopel sein Hauptwerk, das Eschkol Hakofer; in ihm erwähnt er dreimal eine zuvor verfasste masoretisch-lexikalische Schrift. Weitere Werke sind nicht bekannt.

## Eschkol Hakofer
Hadassis Hauptwerk ist das Eschkol Hakofer (hebräisch אשכל הכפר; dt.:  Blütentraube vom Hennastrauch), auch als Sefer ha-Peles (hebräisch ספר הפלס; dt.: Buch der Waage) bekannt. Der Titel bezieht sich auf einen Vers im Hohelied Salomos (Hld 1,14 ) und steht für enzyklopädisches Wissen. Es wurde von Hadassi in den Jahren 1148 und 1149 verfasst und enthält eine Zusammenfassung der Lehren des karäischen Judentums von Anan ben David im 8. Jahrhundert bis zu Hadassis Zeit. Erstmals im Druck erschien es 1836 in Jewpatorija mit einem Nachal Eschkol betitelten Précis von Caleb Afendopolo (1430–1499).
Das Eschkol Hakofer besteht aus 379 alphabetischen Akrostichen, die von Aleph nach Taw und wieder zurücklaufen. Jede Strophe endet mit dem Buchstaben Kaph.
In seinem Werk, das das gesamte karäische Wissen des 12. Jahrhunderts zusammenfassen soll, entwickelt Hadassi zehn Prinzipien der jüdischen Religion. Sie befassen sich mit:
1. der Existenz des Schöpfers
2. der Unendlichkeit und Einheitlichkeit des Schöpfers
3. der Schöpfung der Welt
4. dem Priestertum von Mose und den anderen Propheten
5. der Wahrheit der Tora
6. der Verpflichtung, Hebräisch zu lernen
7. dem Tempel als Ort von Gottes Herrlichkeit und Gegenwart
8. der Wiederauferstehung der Toten
9. der Verpflichtung, Rechenschaft abzulegen
10. Belohnung und Strafe[5]

Das System, nach dem Hadassi die religiösen Regeln der karäischen Gemeinschaft und das damit zusammenhängende Wissen organisiert, geht von dem Gedanken aus, dass sich alle Inhalte entsprechend den Zehn Geboten anordnen lassen. Dies führt wiederholt zu erzwungen wirkenden Interpretationen der Aussagen. Allerdings ist diese Methode für Karäer typisch, da sie die Auslegungsmethodik des rabbinischen Judentums ablehnten. Im ersten Abschnitt, der sich mit der Existenz und dem Wesen des Schöpfergottes befasst, behandelt Hadassi unter anderem Themen wie Gebet, Reue und Auferstehung, aber auch Astronomie, Physik, Naturgeschichte und Geographie.
Mit diesen zehn Prinzipien war er der erste jüdische Autor überhaupt, der eine systematische und detaillierte Liste von religiösen Dogmen zusammenstellte, etwa 30 Jahre vor den in der Mischne Tora zusammengestellten 13 Glaubenssätzen des Maimonides. Inhaltlich bieten Hadassis Prinzipien nichts Neues oder Überraschendes, der Verfasser gibt selbst an, dass er sie von früheren Autoren übernommen habe. Er folgt sowohl in den rechtlichen Feststellungen als auch in den religiösen Aussagen den maßgeblichen karäischen Autoren, unter anderem Anan ben David, Benjamin Nahawandi, Daniel al-Kumisi, Yefet ben Ali und Jeshua ben Judah. Seine philosophischen Aussagen orientieren sich am islamischen Kalām. Hadassis wesentliche Leistung für das jüdische Denken besteht in der Anordnung und Ausformulierung der Grundsätze.

## Werke
- Eschkol Hakofer. Jewpatorija 1836. (Digitalisat)